# Opukiwanie
Opukiwanie (łac. percussio) – jeden ze sposobów badania fizykalnego (przedmiotowego). Polega na przyłożeniu lewej ręki z rozpostartymi palcami w opukiwanym miejscu i stukaniu zgiętym palcem trzecim ręki prawej w trzeci palec lewej ręki. 
Oceniany jest odgłos opukowy. Może on być:
- stłumiony (jak np. na udzie)
- jawny (jak w normalnych warunkach nad płucami)
- bębenkowy (jak na brzuchu).

Opukiwaniem można ocenić między innymi:
- wielkość serca, wątroby, płuc (wielkość i ruchomość)
- obecność płynu lub powietrza w jamie opłucnej,
- bezpowietrzność miąższu płucnego (guz, zapalenie),
- wypełnienie pęcherza moczowego.

Metodę tę opisał w 1761 Leopold Auenbrugger, ale początkowo pozostała ona niezauważona. Dopiero francuski lekarz Jean-Nicolas Corvisart opisał ją szerzej w 1808. Polski emigrant po powstaniu listopadowym Adam Raciborski, lekarz pracujący we Francji, napisał w 1835 podręcznik na temat nowych technik badań pt. "Nouveau manuel compiet d'auscultation et de percussion", w którym obok opukiwania (percussion) opisał osłuchiwanie (auskultację – auscultatio).

Przeczytaj ostrzeżenie dotyczące informacji medycznych i pokrewnych zamieszczonych w Wikipedii.